# Vera van der Meulen
Vera van der Meulen (14 de octubre de 1957) es una deportista neerlandesa que compitió en judo. Ganó una medalla de bronce en el Campeonato Europeo de Judo de 1977 en la categoría de –56 kg.

## Palmarés internacional
| Campeonato Europeo | Campeonato Europeo | Campeonato Europeo | Campeonato Europeo |
| Año                | Lugar              | Medalla            | Categoría          |
| ------------------ | ------------------ | ------------------ | ------------------ |
| 1977               | Arlon (Bélgica)    | Medalla de bronce  | –56 kg             |